# Anshun Huangguoshu Airport
Anshun Huangguoshu Airport (kinesiska: 安顺黄果树机场) är en flygplats i Kina. Den ligger i provinsen Guizhou, i den sydvästra delen av landet, omkring 87 kilometer sydväst om provinshuvudstaden Guiyang.
Runt Anshun Huangguoshu Airport är det tätbefolkat, med 459 invånare per kvadratkilometer. Närmaste större samhälle är Anshun, 6,1 km öster om Anshun Huangguoshu Airport. Runt Anshun Huangguoshu Airport är det i huvudsak tätbebyggt.
Genomsnittlig årsnederbörd är 1 455 millimeter. Den regnigaste månaden är juni, med i genomsnitt 296 mm nederbörd, och den torraste är januari, med 19 mm nederbörd.